# Playa de Cadavedo

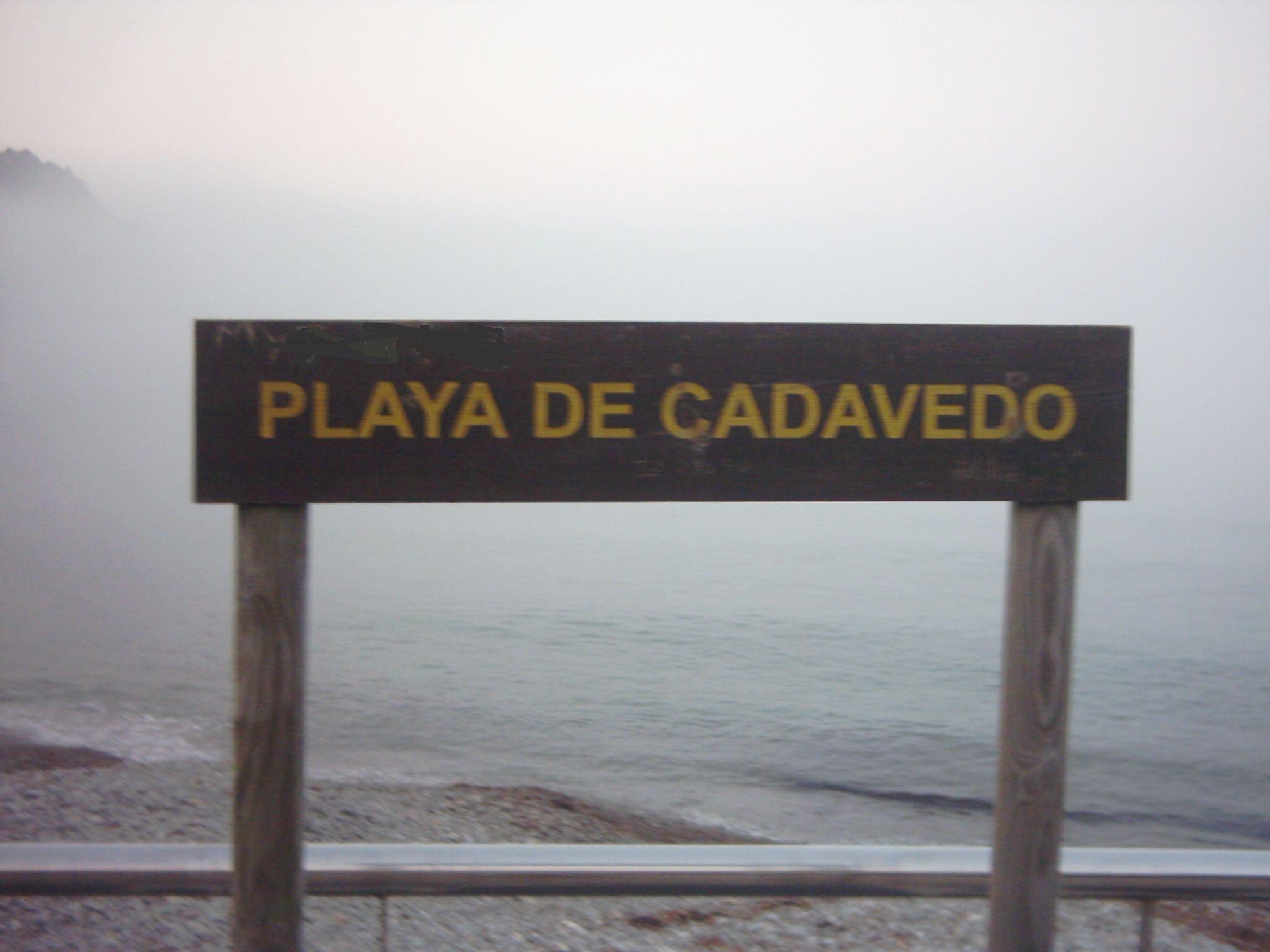
Playa de Cadavedo.

La playa de Cadavedo o La Ribeirona es una playa que se encuentra en el concejo asturiano de Valdés, en España. Está situada a unos dos kilómetros del pueblo de Cadavedo, del que toma el nombre, y en ella desemboca el arroyo Frieira. El lecho está formado por arenas claras de grano medio y su grado de ocupación es alto.
Tiene una longitud aproximada de 400 metros y una superficie de casi 53.000 m² con la marea baja. Se llega a ella desde una desviación de la N-632, atravesando el pueblo en dirección a la costa. Se puede acceder en vehículo hasta el borde mismo de la playa, ya que cuenta con una zona habilitada para el estacionamiento que está muy bien señalizado desde el pueblo. Durante la  pleamar la arena queda totalmente sumergida. Tiene una desembocadura fluvial. En cuanto a los servicios dispone de equipo de vigilancia, área de pícnic, limpieza, duchas y restaurantes. La pesca recreativa es la actividad más recomendada. Igualmente es recomendada para toda la familia.
En 2002 resultó afectada por los vertidos del Prestige, aunque ya no quedan rastros de aquel suceso.